# جبل لحبيب الصاف (جبل لحبيب)
جبل لحبيب الصاف هي إحدى مشيخات المملكة المغربية، تتبع جغرافيا لإقليم تطوان وإداريًا لجبل لحبيب. يقدر عدد سكانها بـ 1493 نسمة حسب الإحصاء الرسمي للسكان والسكنى لسنة 2004.